# Сімініча
Сімініча (рум. Siminicea) — село у повіті Сучава в Румунії. Входить до складу комуни Сімініча.
Село розташоване на відстані 363 км на північ від Бухареста, 12 км на північний схід від Сучави, 107 км на північний захід від Ясс.

## Населення
За даними перепису населення 2002 року у селі проживали 2755 осіб. Усі жителі села рідною мовою назвали румунську.
Національний склад населення села:
| Національність | Кількість осіб | Відсоток |
| -------------- | -------------- | -------- |
| румуни         | 2745           | 99,6%    |
| цигани         | 8              | 0,3%     |